# Kimberlie – Främlingar
Kimberlie – Främlingar är den tredje boken om Kimberlie och Andy av Kim Kimselius och gavs ut 2011. Serien utspelar sig på Nya Zeeland.